# Kalanchoe peltigera
Kalanchoe peltigera är en fetbladsväxtart som beskrevs av Desc.. Kalanchoe peltigera ingår i släktet Kalanchoe och familjen fetbladsväxter. Inga underarter finns listade i Catalogue of Life.